# INOUI ID
INOUI ID（インウイ アイディー）は、資生堂からかつて発売されていた化粧品ブランドである。

## 概要
事実上のインウイの後継ブランドである。それまでのインウイよりもさらに美意識の高い人にターゲットを絞り、資生堂カウンターや専門店の販売とは異なり、専用のカウンターを設けて販売していたが、販路が違ったためインウイID販売期間もインウイが並行販売された。なお、インウイのほうは2007年6月現在も販売中である（一部商品のみ）。
新世代を生きる女性たちに向け、「それぞれの個性を活かして、化粧をもっと自由な気持ちで楽しんでもらう」がブランドコンセプトで、商品はすべてヘアメーキャップアーティストのディック・ページのプロデュースで開発されていた。パッケージデザインは信藤洋二が手掛け、2003年にはグッドデザイン賞（商品デザイン部門）に選ばれている。商品はモード色が強いのが特徴である。また、従来のデパートの資生堂カウンターではなく、一部の大手デパートの専用カウンターのみで発売されていた。今後ディック・ページは、同じ資生堂のザ・メーキャップの商品プロデュースをするとのことである。

## 歴史
- 2002年8月- 同月31日にインウイID最初の店舗が開店、発売。
- 2003年2月- 同月1日に最初の新色・新商品「シャドースティック」、「ケークライナーズ」発売。
- 2003年5月- 同月1日に新色・新商品「リップライナーペンシル」発売。
- 2003年8月- 同月1日に新色・新商品「シマリングパウダー」発売。
- 2003年10月- 同月15日に新商品「パウダーファンデーション」発売。
- 2003年11月- 同月21日に新色・新商品「リップグロス」、「メタリックライナーズ」発売。
- 2004年2月- 同月21日に新色発売。
- 2004年5月- 同月21日に新色・新商品「シェーディングパウダー」発売。
- 2004年8月- 同月21日に新色・新商品「リキッドアイライナー」、「ネールカラーうすめ液」発売。
- 2004年11月- 同月21日に「ウルトラミスト」新発売。
- 2005年2月- 同月21日に新色・新商品「カラーベース」発売。
- 2005年5月- 同月21日に新色・新商品「シマリングチークカラー(2)」発売。
- 2005年8月- 同月21日に新色発売。
- 2005年9月- 同月21日に「アイブライトナー」新発売。
- 2005年12月- 同月1日に「ボリュームマスカラ」新発売。
- 2006年2月- 同月21日に新色・新商品「リップスティック」発売。
- 2006年5月- 同月21日に新色発売。
- 2006年6月- この辺りからインターネットを中心に撤退がささやかれ始める。
- 2006年8月- 同月25日に最後の新色発売。
- 2007年2月- メーカーから撤退のアナウンスが発表。
- 2007年3月- 同月30日の札幌三越店をもって全てのデパートから撤退した。

## 商品の発売順
- 2002年8月31日- インウイID発売。発売当時の製品は「発売当時の商品一覧」参考。

- 2003年2月1日- 最初の新色となるリップカラー（新6色）・ネールカラー（新5色）・新商品「シャドースティック」（10色）、「ケークライナーズ」、「マットローション」、「ウルトラマット」発売。
- 2003年5月1日- アイカラー（新3色）・ネールカラー（新5色）・新商品「リップライナーペンシル」（6色）発売。
- 2003年8月1日- アイカラー（新3色）・リップカラー（新6色）・新商品「シマリングパウダー」（3色）発売。
- 2003年10月15日- 新商品「パウダーファンデーション」（6色）
- 2003年11月21日- アイカラー（新2色）・ネールカラー（新2色）・新商品「リップグロス」（新3色）、「メタリックライナーズ」発売。
- 2004年2月21日- アイカラー（新2色）・リップカラー（新4色）・チークカラー（新2色）発売。
- 2004年5月21日- アイカラー（新2色）・リップグロス（新3色）・新商品「シェーディングパウダー」（新2色）発売。
- 2004年8月21日- アイカラー（新2色）・ネールカラー（新2色）・新商品「リキッドアイライナー」、「ネールカラーうすめ液」発売。
- 2004年11月21日- 「ウルトラミスト」新発売。
- 2005年2月21日 -  アイカラー（新3色）・リップカラー（新6色）・ネールカラー（新4色）・新商品「カラーベース」（3色）発売。
- 2005年5月21日 - アイカラー（新2色）・アイライナーペンシル（新2色）・リップグロス（新3色）・新商品「シマリングチークカラー(2)」発売。
- 2005年8月21日- アイカラー（新3色）・アイライナーペンシル（新1色）リップカラー（新5色）・ネールカラー（4色）発売。
- 2005年9月21日- 「アイブライトナー」（3色）新発売。
- 2005年12月1日 -  「ボリュームマスカラ」新発売。
- 2006年2月21日- アイカラー（新2色）・新商品「リップスティック」（20色）発売。
- 2006年5月21日- アイカラー（新2色）・リップグロス（新3色）発売。
- 2006年8月25日 -  最後の新色となるアイカラー（新2色）・リップスティック（新20色）発売。

## かつて存在した商品

### ベースメーキャップ
- クレンジングオイル
- クレンジングローション
- アイ＆リップカラーリムーバー
- ウルトラミスト
- シアーベース
- カラーベース
- マットローション
- モイストローション
- ウルトラマット
- ウルトラモイスト
- パウダーファンデーション
- マットファンデーション
- モイストファンデーション
- コンシーラー
- アイブライトナー
- ルースパウダー
- プレストパウダー
- シマリングパウダー
- シェーディングパウダー

### ポイントメーキャップ
- アイカラー
- シャドースティック
- クリームライナーズ
- メタリックライナーズ
- アイライナーペンシル
- リキッドアイライナー
- マスカラ
- ボリュームマスカラ
- グロスマスカラ
- アイブローライナー
- アイブローカラー
- ケークライナーズ
- クリームフェースカラー
- スキンティンツ
- チークカラー
- シマリングチークカラー
- リップスティック
- リップカラー
- リップグロス
- リップティンツ
- リップライナーペンシル
- リップベース
- ネールカラー
- ネールカラーうすめ液
- ネールカラーリムーバー

## 発売当時の商品一覧
- クレンジングオイル
- クレンジングローション
- アイ＆リップカラーリムーバー
- シアーベース
- モイストローション
- マットファンデーション　全6色
- モイストファンデーション　全6色
- コンシーラー　全3色
- ルースパウダー
- プレストパウダー
- アイカラー　全10色
- クリームライナーズ
- アイライナーペンシル　全5色
- マスカラ
- グロスマスカラ
- アイブローライナー　全4色
- クリームフェースカラー　全16色
- スキンティンツ
- チークカラー　全4色
- リップカラー　全30色
- リップティンツ
- リップベース
- ネールカラー　全20色
- ネールカラーリムーバー

## かつて入っていたデパート
閉店が早い順（下順）
- ジェイアール名古屋タカシマヤ（2002/8/31～2006/7/31）
- 池袋西武（2002/8/31～2006/8/21）
- 福岡岩田屋本店（～2006/8/22）
- 広島そごう（～2006/8/27）
- 難波髙島屋（2005/8/31～2006/10/15）
- 渋谷東急東横店（2004/9/30～2007/1/29）
- 神戸そごう（2002/9/7～2007/2/26）
- 新宿高島屋（2003/9/27～2007/2/28）
- 梅田大丸（2004/9/14～2007/3/27）
- 札幌三越（2003/3/4～2007/3/30）